# Catedral Metropolitana de Belo Horizonte
A Catedral Metropolitana de Belo Horizonte - Cristo Rei é um templo religioso católico brasileiro, ainda em construção, localizado em Belo Horizonte, capital do estado de Minas Gerais. Trata-se do último projeto do arquiteto Oscar Niemeyer para a cidade.
A catedral é dedicada ao Cristo Rei, de acordo com escolha do bispo Antônio dos Santos Cabral, que chegou a Belo Horizonte em 1922 para instalar a diocese da capital. A proposta original para localização da catedral seria a Praça Milton Campos, no alto da avenida Afonso Pena, na região Centro-Sul da cidade, numa época em que só havia três templos: a Igreja de Nossa Senhora da Boa Viagem, sede provisória da diocese, a Igreja de São José e a Igreja de Nossa Senhora do Rosário. O local originalmente escolhido para a edificação foi um terreno na avenida Cristiano Machado, na região de Venda Nova.

## Projeto, Obra e Arquitetura
O projeto de arquitetura foi executado por Oscar Niemeyer, em 2006, a pedido do arcebispo Dom Walmor Oliveira de Azevedo. O arquiteto projetou a obra em estilo de arquitetura moderna para um terreno de 24 mil metros quadrados. A estrutura terá três pavimentos com a nave sobre o terceiro deles, sob uma estrutura de 100 metros de altura, que são os pórticos da Verdade e da Justiça, que simbolizam mãos em posição de oração.

As obras, financiadas por doações iniciaram-se em 2013 e o término está previsto para o ano de 2025. Em 2016, foram concluídos os três pavimentos que integram o setor da Acolhida Solidária Dom Luciano Mendes de Almeida. Durante as obras, houve celebrações religiosas no local e visitas guiadas.

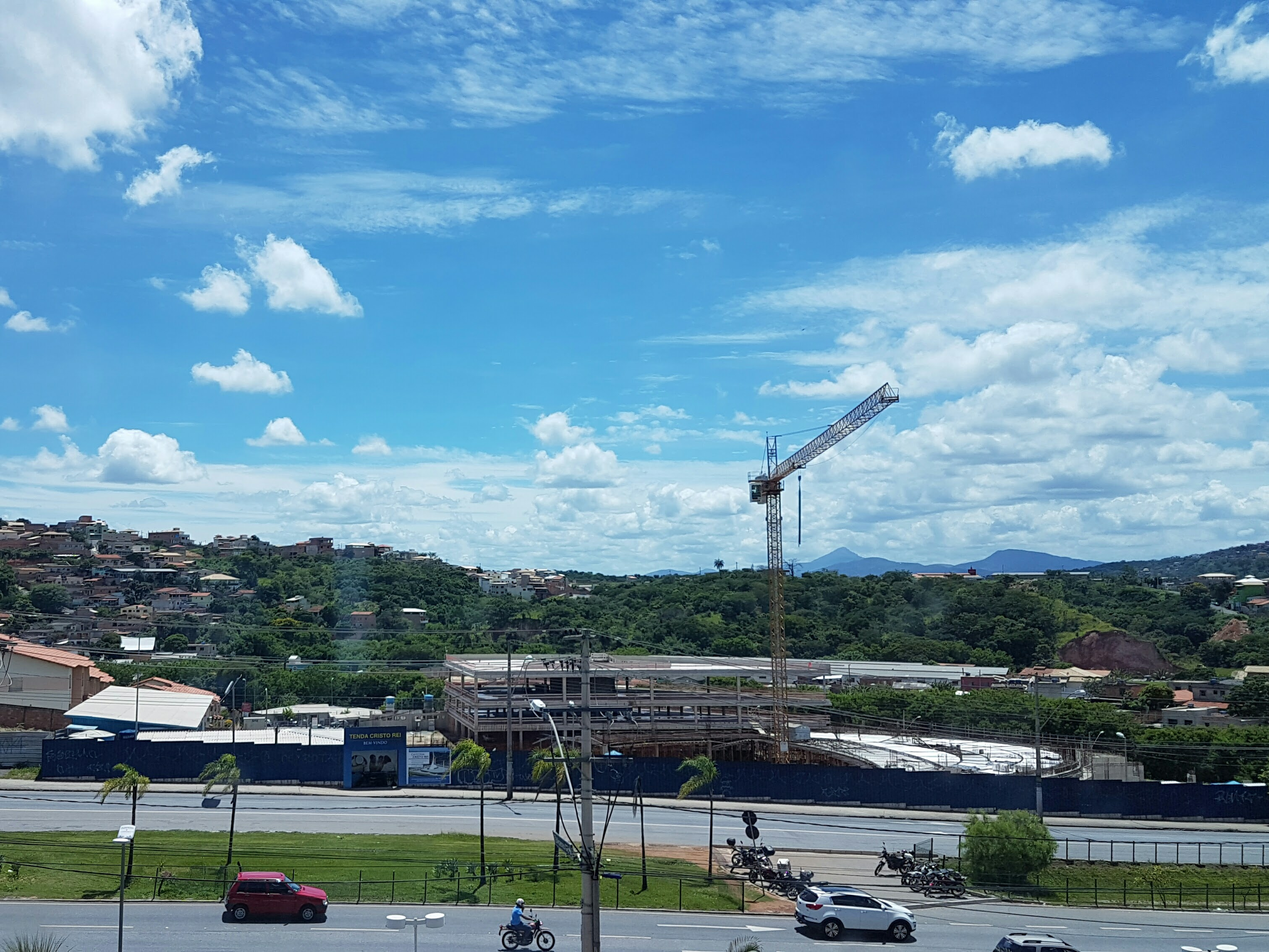
Catedral de Cristo Rei, em construção.

| “                           | O terreno que me foi apresentado se localiza em frente à avenida que liga Pampulha ao aeroporto. Possui inclinação muito acentuada, o que me possibilitou desenhar três pavimentos abaixo da avenida, gerando assim uma grande praça, que abrigará todo o programa de apoio necessário. Essa praça compreende a catedral com espaço para 3 000 pessoas e um altar externo, situado na outra extremidade, permitindo que cerca de 20 000 fiéis possam assistir à missa e a outros eventos. A catedral é uma cúpula de 60 metros de diâmetro, suspensa por duas estruturas que se elevam a 100 metros de altura. Esse é um dos temas que mais me atraem como arquiteto, apesar de minha posição em relação às coisas da religião - enfim, apesar de minha descrença. Desenhei esta catedral com o mesmo entusiasmo com que projetei a de Brasília ou aquela destinada ao Caminho Niemeyer, em Niterói. | ” |
| — Oscar Niemeyer, 1999-2009 | |   |

A catedral terá capacidade para cinco mil pessoas sentadas. Em eventos maiores, o templo poderá receber até vinte mil pessoas. A área construída será de quarenta e quatro mil metros quadrados, considerando-se o templo, três andares abaixo da praça e estacionamento. Para a realização do projeto, houve campanha de doações entre os devotos.

## Transferência oficial
Em 11 de fevereiro de 2021, por ocasião da comemoração do centenário da criação da Diocese de Belo Horizonte, Dom Walmor Oliveira de Azevedo oficialmente concedeu ao templo, ainda em construção, o título de Catedral. Com isso, a Igreja da Boa Viagem finalmente encerrou seu papel como Catedral Provisória do Arcebispado de Belo Horizonte